# America's Perfect Teen
America's Perfect Teen was een nationale missverkiezing in de Verenigde Staten. Deze wordt voorafgegaan door voorverkiezingen op staatniveau. De finale werd in augustus van elk jaar gehouden in Orlando (Florida). De verkiezing werd georganiseerd door Citrus Productions en beheerd door Michael Galanes. Ze bestond uit een interview, een badpakkenronde en een defilé in avondjurk. Elke kandidate scoorde op deze onderdelen tussen nul en tien.
Vanaf 2008 bestond de verkiezing uit drie leeftijdscategorieën. Er worden twee America's Perfect Teens verkozen; een van dertien tot vijftien jaar en een van zestien tot negentien jaar. Een jongedame in de categorie twintig tot 29 mag zich America's Perfect Miss noemen. De drie winnaressen wonnen naast hun kroontje 12 000 dollar aan prijzen en modellencontracten in Florida.

## Winnaressen(onvolledig)
| Jaar | Winnares       |
| ---- | -------------- |
| 2001 | Kristin Muri   |
| 2000 | Sarah MacInnis |
| 1999 | Laurie Byers   |
| 1998 | Natalie Arena  |